# Třírohý klobouk

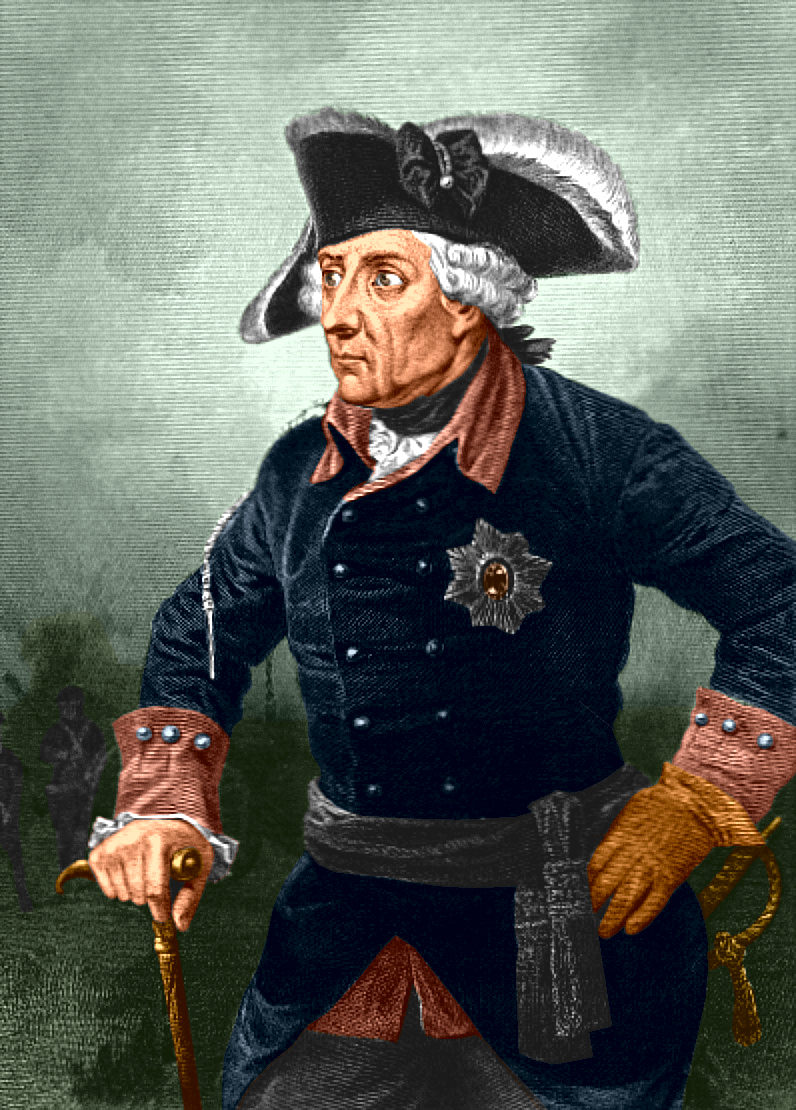
Fridrich II. Pruský s třírohým kloboukem na hlavě

Třírohý klobouk (lidově zvaný třírohák) je druh klobouku, který byl populární na konci 17. a v 18. století a vyšel z módy krátce před francouzskou revolucí. Na vrcholu popularity byl třírohý klobouk oblékán jako součást civilního oblečení i vojenské a námořní uniformy.
Černý třírohý klobouk má poměrně širokou střechu, přišitou k dýnku po stranách a vzadu tak, že vznikne trojúhelníkový tvar. Typicky se nosil tak, že „špice” směřovala dopředu. Dýnko tohoto klobouku je nízké, na rozdíl od henninů nošených v puritánské době nebo cylindrů z devatenáctého století.
Třírohé klobouky se vyskytovaly od velmi jednoduchých a levných variant až po nákladné, extravagantní, občas se zlatou nebo stříbrnou krajkou a pery. Vojenské a námořní verze obvykle navíc vpředu nesly kokardu nebo jiný emblém. Z třírohých klobouků později vznikaly dvourohé a eventuálně i klobouky se dvěma zakroucenými špičkami, anglicky nazývané „cocked hat”.
Třírohé klobouky přežily dodnes jako součást tradičního oblečení Chelsea pensioners (bývalých britských vojáků přebývajících v Royal Hospital Chelsea) a španělské občanské gardy (Guardia Civil).
Třírohý klobouk s černými pery obléká londýnský Lord Mayor (starosta Londýna a přilehlé oblasti) pro všechny slavnostní ceremoniály a je vždy k vidění na každoroční akci Lord Mayor's Show v listopadu, kdy s ním nově zvolený Lord Mayor nadšeně mává publiku.
Ve Spojených státech je třírohý klobouk spojen s americkou revolucí a americkými Patrioty z té doby, zvláště s Minutemen (členové milice v amerických koloniích). Účastníci rekonstrukcí historických událostí často nosí třírohé klobouky a často je lze vidět i ve sportu, kde je oblékají fanoušci klubů s názvy podle revolucí, např. New England Patriots (tým amerického fotbalu), New England Revolution (tým fotbalové Major League Soccer), americký národní fotbalový tým, University of Massachusetts a George Washington University.

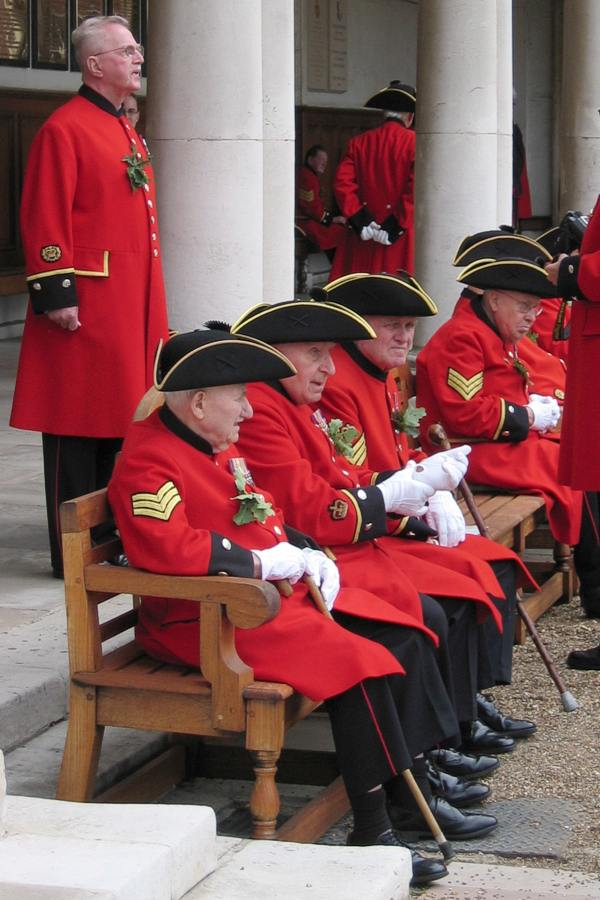
Chelsea pensioners ve třírohých kloboucích